# Torneo de Estocolmo 2022
El Stockholm Open 2022 será un torneo de tenis perteneciente al ATP Tour 2022 en la categoría ATP Tour 250. El torneo tuvo lugar en la ciudad de Estocolmo (Suecia) desde el 17 hasta el 23 de octubre, sobre canchas duras.

## Distribución de puntos
| Modalidad            | Campeón | Finalista | Semifinales | Cuartos de final | 2ª ronda | 1ª ronda | Clasificados | 2ª ronda de clasificación | 1ª ronda de clasificación |
| Individual masculino | 250     | 165       | 100         | 50               | 25       | 0        | 13           | 7                         | 0                         |
| Dobles masculino     | 250     | 150       | 90          | 45               | 20       | 0        | -            | -                         | -                         |

## Cabezas de serie

### Individuales masculino
| Tenista            | Ranking | Preclasificado |
| Stefanos Tsitsipas | 5       | 1              |
| Cameron Norrie     | 10      | 2              |
| Frances Tiafoe     | 17      | 3              |
| Denis Shapovalov   | 20      | 4              |
| Álex de Miñaur     | 23      | 5              |
| Grigor Dimitrov    | 24      | 6              |
| Holger Rune        | 27      | 7              |
| Tommy Paul         | 30      | 8              |

- Ranking del 10 de octubre de 2022.[2]

### Dobles masculino
| Tenistas                          | Ranking | Preclasificados |
| Marcelo Arévalo Jean-Julien Rojer | 11      | 1               |
| Tim Puetz Michael Venus           | 18      | 2               |
| Lloyd Glasspool Harri Heliövaara  | 36      | 3               |
| Santiago González Andrés Molteni  | 74      | 4               |

## Campeones

### Individual masculino
Holger Rune venció a  Stefanos Tsitsipas por 6-4, 6-4

### Dobles masculino
Marcelo Arévalo /  Jean-Julien Rojer vencieron a  Lloyd Glasspool /  Harri Heliövaara por 6-3, 6-3